# Nicholson, Pennsylvania
Nicholson är en ort i Wyoming County i delstaten Pennsylvania, USA.